# 佩萊格里尼縣

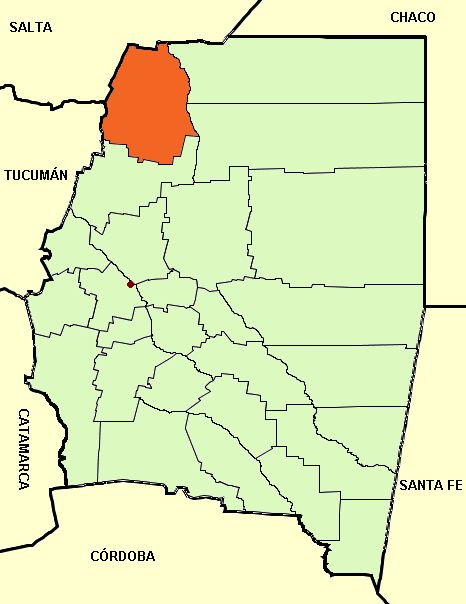

佩萊格里尼縣（西班牙語：Departamento Pellegrini），是阿根廷的縣份，位於該國北部聖地亞哥-德爾埃斯特羅省，首府設於新埃斯佩蘭薩，面積7,330平方公里，2001年人口19,517，人口密度每平方公里2.7人。
26°12′00″S 64°14′28″W / 26.20000°S 64.24111°W